# ゴールデン (コロラド州)
ゴールデン（Golden）は、アメリカ合衆国コロラド州の都市。ジェファーソン郡の郡庁所在地である。人口は2万0399人（2020年）。州都デンバーの西約20kmに位置し、同市の都市圏および広域都市圏内の郊外都市となっている。
ゴールデンはパイクスピークのゴールドラッシュの最中、1859年に、ゴールデンシティという鉱夫の野営地として創設された。ゴールデンシティという名は、この時に入植したジョージア州出身の鉱夫トーマス・L・ゴールデンにちなんでつけられた。やがて1860年、ゴールデンシティはジェファーソン準州の準州都となった。翌1861年にコロラド準州が新設されると、一旦は準州都がコロラドシティに移ったものの、さらにその翌年、1862年に準州都がゴールデンシティに戻された。その後1867年、準州都はデンバーシティ（現デンバー）に移された。1876年にコロラドが州に昇格した後も、州都は引き続きデンバーに置かれ、ゴールデンに戻ってくることはなかった。
ゴールデンには理工系の専攻に特化した州立大学であるコロラド鉱山大学が置かれている。また、国立再生可能エネルギー研究所、国立地震情報センター、アメリカ登山センター、およびコロラド鉄道博物館もゴールデンに置かれている。ゴールデンはビール醸造会社クアーズや、そのクアーズの創業者一家によって設立され、磁器の製造から始まって、現在では半導体や自動車等に用いられる工業用セラミックスを製造するクアーズテック、製菓会社ジョリー・レンチャー（現ハーシーズ傘下）創業の地である。また、ナイフメーカーのスパイダルコ、および自転車メーカーのイェティ・サイクルズも本社を置いている。西部開拓時代のガンマン、バッファロー・ビルは、ゴールデンの西にそびえるルックアウト山に眠っている。

## 歴史

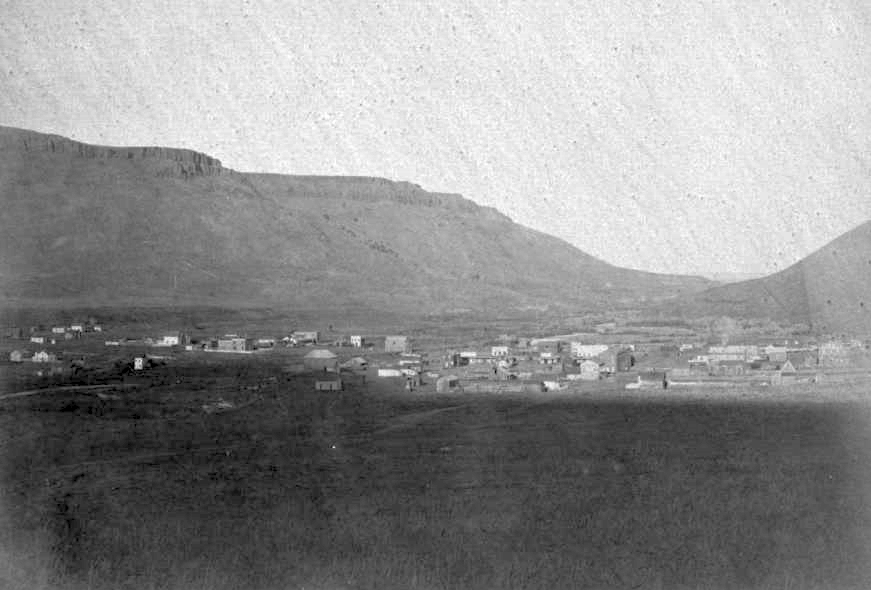
ゴールデン（1868年）

ゴールドラッシュの最中、1859年6月12日、ロッキー山脈の麓、デンバーシティの西、クリアクリーク沿いのこの地にゴールデンシティが創設された。ゴールデンシティという名は、ジョージア州出身の鉱夫で、初期の入植者の1人であるトーマス・L・ゴールデンにちなんでつけられた。なお、初期の入植者として著名な者には、後にコロラド・セントラル鉄道を創立するウィリアム・A・H・ラブランドや、ジョージ・ウェストらがいた。創設されると間もないうちに、ゴールデンシティはその西側の金鉱と東側の平原との通商の拠点へ、そして地域の経済、産業と政治の中心地へと発展していった。翌1860年、住民投票でジェファーソン郡の郡庁がゴールデンシティに置かれることになった。また、準州憲法の草案に記された通り、ジェファーソン準州の準州都は当初、ゴールデンシティに置かれた。当時のゴールデンシティの人口は700人程度であったが、ロッキー山中の鉱山町に近く、デンバーシティに比べて議会の定足数を満たしやすいことが、ゴールデンシティに有利に働いた。1861年にコロラド準州が創設されると、デンバーの南にあった小さな町、コロラドシティ（現コロラドスプリングス市オールド・コロラドシティ地区）に準州都が移ったが、翌1862年には投票により、準州都が正式にゴールデンシティに戻された。

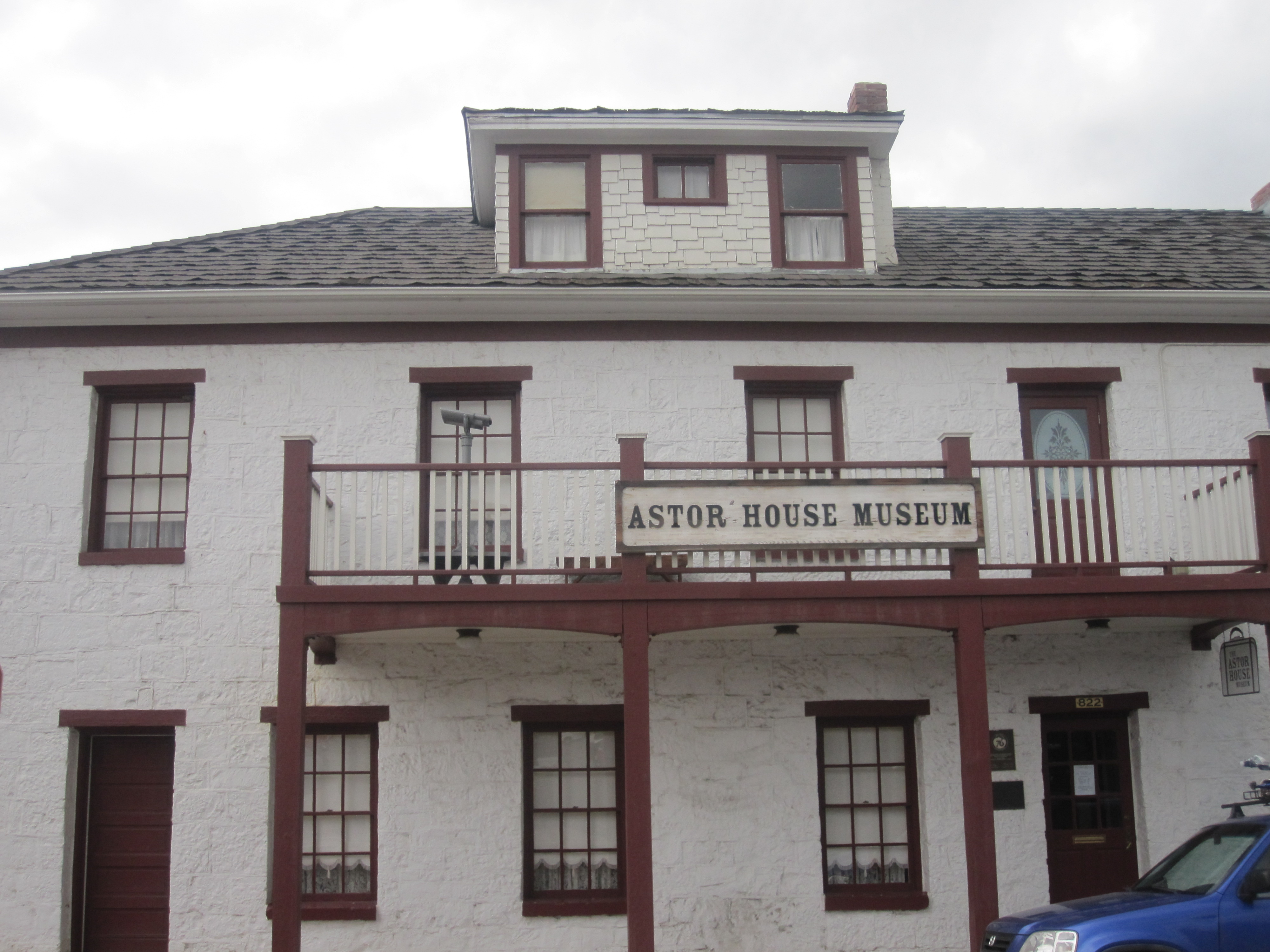
ゴールデン市史上最初の石造建築物、アスター・ハウス。現在は博物館になっている。

南北戦争中、軍事的、経済的、その他諸々の理由でその住民の多くを失ったものの、1862年8月2日、ゴールデンシティは連邦に認められたコロラド準州の準州都となった。その後1867年まで、コロラド準州都はゴールデンシティに置かれた。また、1862年から1870年代初頭にかけて、ゴールデンとデンバーは激しい鉄道争奪戦を繰り広げた。1860年代中盤には、ゴールデンは準州の権力の中枢というよりは、もはや名ばかりの準州都となっていた。一方、デンバーはより大きな都市に発展し、準州議会が開催され、準州知事が住むなど、事実上の準州の中心地とみなされるようになっていた。ゴールデンの市民および支持者は、100マイル（160km）北のシャイアンを通る、最初の大陸横断鉄道につながる鉄道をゴールデンから敷くことが、ゴールデンを準州の商業の中心地として再び発展させる唯一の可能性であると認識するようになった。1865年2月9日、ウィリアム・A・H・ラブランドはそのためにコロラド・セントラル鉄道を設立した。ゴールデンにおける鉄道敷設の機運が高まると、デンバーでもそれに対抗するように、鉄道敷設の機運が高まった。デンバーの地元紙ロッキー・マウンテン・ニューズは、デンバーの住民に鉄道敷設資金調達への協力を呼びかけるべく、次のような記事を掲載した。
デンバーの住民は債券発行を可決し、デンバー・パシフィック鉄道の建設に拍車がかかった。1869年には、シャイアンへの鉄道敷設をめぐる競争はデンバー・パシフィック鉄道がコロラド・セントラル鉄道を大きく引き離し、もはや勝負にならないほどになっていた。シャイアンへの路線について敗色が濃厚になってきたのを認識したコロラド・セントラル鉄道は、代わりに銀鉱の町としてロッキー山中に創られたジョージタウン、ブラックホーク、セントラルシティといった町に路線を拡大していった。その最中にもデンバー・パシフィック鉄道の鉄道建設は進み、ついに1870年、デンバーからシャイアンへの路線が開通した。その7年後、1877年にはコロラド・セントラル鉄道もゴールデンからシャイアンまで開通したが、その頃には既に、ゴールデンに勝ち目は無くなっていた。コロラド・セントラル鉄道はデンバー・パシフィック鉄道の競合にはなったが、資金面で優位に立つデンバー・パシフィック鉄道のほうがシャイアンにより速く到着することができ、このことが州に昇格したばかりのコロラドの州都として、そしてその中心都市としての両面において、デンバーの優位性を確固たるものにした。

コロラド・ユニバーシティ・スクールズ
右: コロラド鉱山大学
中央: ジャービス・ホール
左: 聖マシューズ神学校

デンバーとの競争には敗れたものの、それでもゴールデンは製粉所3ヶ所、精錬所5ヶ所、ロッキー山中へと通ずる鉄道、クアーズ、レンガ工場、そしてミズーリ州以西では唯一の製紙工場を有し、その産業から「西のローウェル」と呼ばれた。また、1870年代のゴールデンには、「コロラド・ユニバーシティ・スクールズ」と総称される3つの高等教育機関が置かれ、そのうちの1つは後にコロラド鉱山大学となって今日に至っている。加えて、この頃のゴールデンにはオペラハウスもあった。ゴールデンにはドイツ系、スウェーデン系、イタリア系、中国系などの移民が集まり、コロラド州では最古のバプテスト教会や、スウェーデン系移民のルーテル教会を含む、7つの教会が置かれていた。1910年には、クアーズの創業者一家によって、磁器を製造するクアーズテックが設立された。

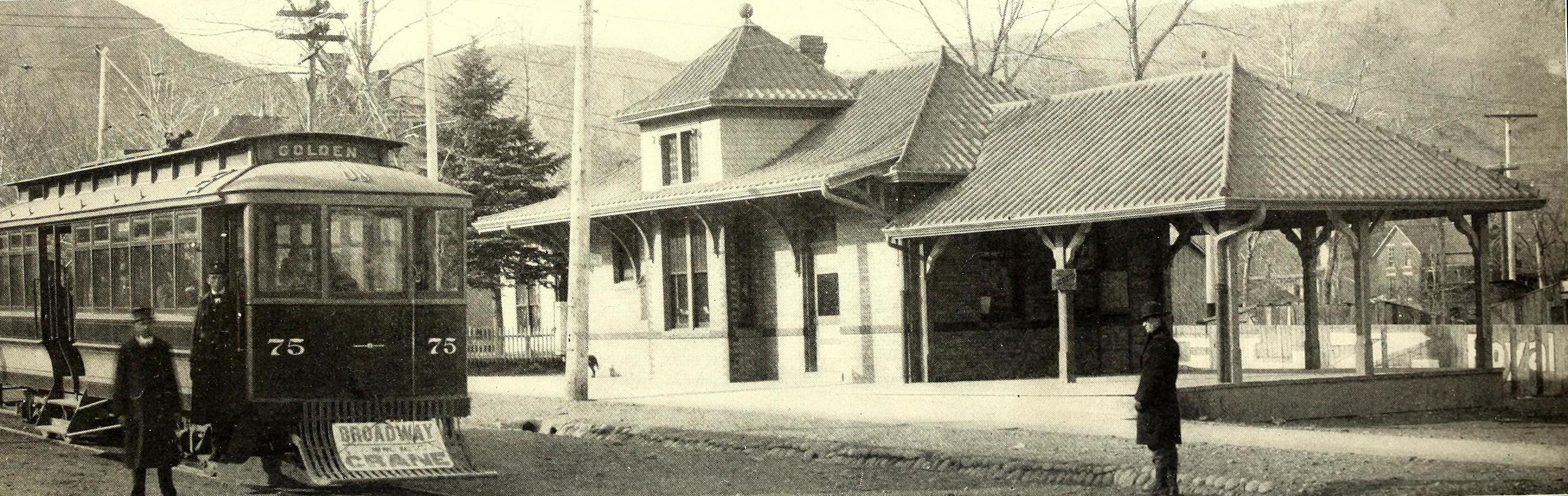
デンバー軌道のゴールデン駅（1909年）

20世紀初頭のゴールデンは醸造業および窯業で成り立つ、人口2,500人前後でほぼ横ばいの小さな町であった。また、この頃のゴールデンは、2本の路面電車をはじめとする公共交通機関でデンバーと結ばれていた。この頃、市中心部における娯楽は、オペラ座から映画館へと移っていった。1920年代に始まった市中心部再生では、街路の景観および装飾的な街灯が整備された。市の北部と南部の文化的対立はこの頃になると収束してきていた。1893年の銀恐慌や1929年の世界恐慌といった経済危機も乗り越えてきた。コロラド鉱山大学の学問的評価は高まり、クアーズはビール醸造業、および窯業で全米的、世界的な地位を得た。そして、市は近代化し、レクリエーションセンターや舗装された街路を有するようになった。
第二次世界大戦後、ゴールデンは人口、市域、経済の全ての面で高い成長を遂げた。1959年、市の南に広がっていた地域を編入し、市域は一気に3倍に広がった。市庁舎、中央消防署・警察署、高校、レクリエーション・センター、図書館、博物館等の建物が新しく建てられ、市のインフラも近代化された。また、郡政府の庁舎群も一新された。1974年には国立再生可能エネルギー研究所が設立され、ゴールデンに置かれた。1980年代、オイルショック後の原油価格暴落で市中心部は不況に陥ったが、その後、1992年の第二次街路景観整備などを通じて市中心部の再生が進められた。2013年には、市南部のジェファーソン郡政府センターと、デンバーのダウンタウンとを結ぶデンバー地域交通局（RTD）のライトレールW線が開通した。

## 地理と都市概観

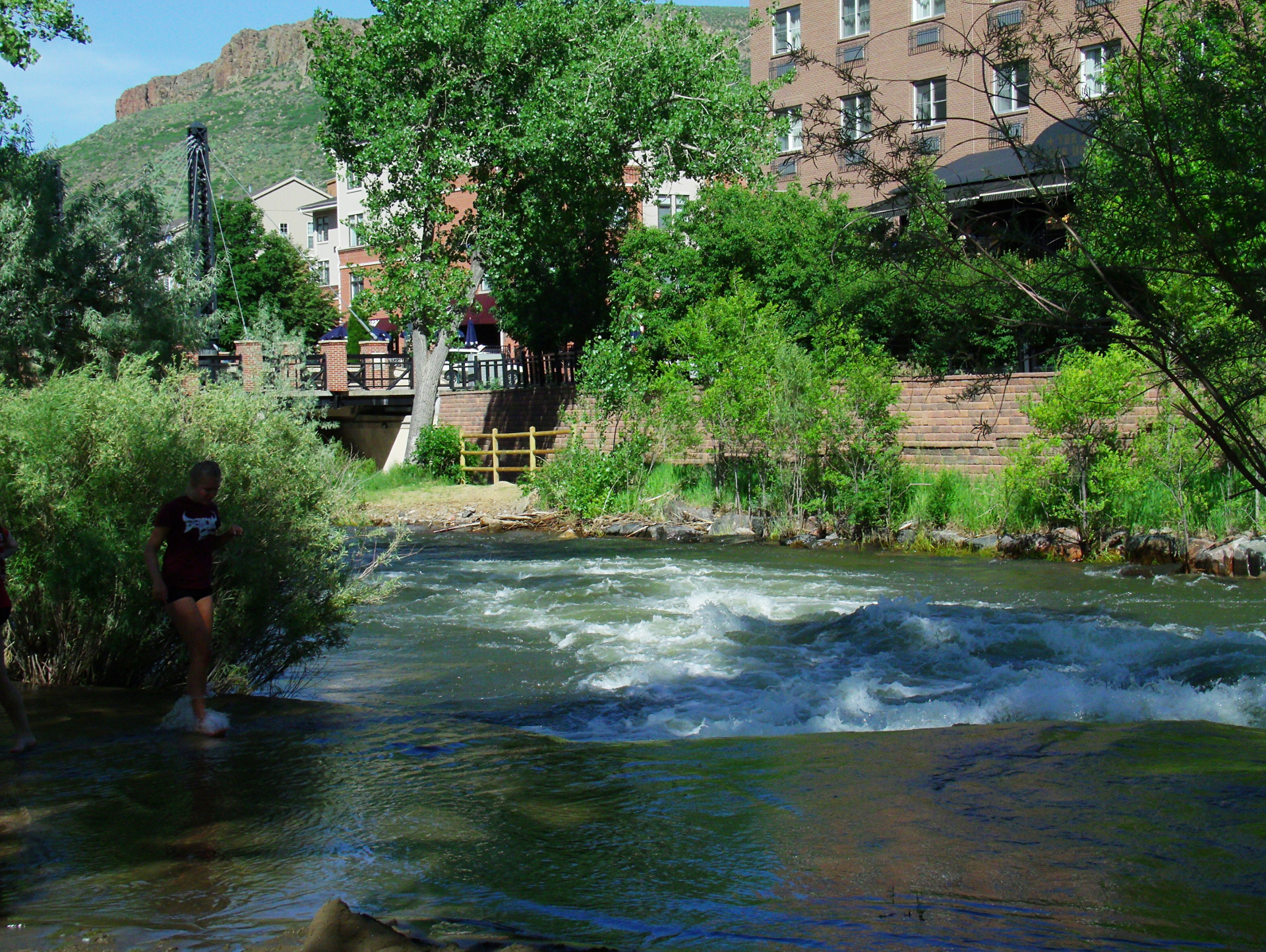
市中心部を流れるクリア・クリーク

ゴールデンは北緯39度45分27秒 西経105度13分24秒 / 北緯39.75750度 西経105.22333度に位置している。市はレイクウッドの北西に隣接し、デンバーのダウンタウンからは西へ約20kmに位置する。
アメリカ合衆国国勢調査局によると、ゴールデン市は総面積26.05km2（10.06mi2）である。そのうち25.81km2（9.97mi2）が陸地で0.24km2（0.09mi2）が水域である。総面積の0.92%が水域となっている。市域はロッキー山脈と南北2つのテーブルマウンテンとの間に挟まれた谷間に、南北に細長く広がっている。市中心部は西南西から東北東へ流れるクリア・クリーク沿いの凹地に形成されており、その標高は1,730mである。市中心部のすぐ南西の斜面にはコロラド鉱山大学のキャンパスが広がる。市中心部の東、南テーブルマウンテンの麓にはクアーズの醸造所が立地する。市南部、標高1,800mを超える高台には、ジェファーソン郡庁舎をはじめとする、郡政府各局の庁舎が集まるジェファーソン郡政府センターの敷地が広がる。ジェファーソン郡庁舎の標高は1,830mである。
市中心部の街路はクリア・クリークと平行、もしくは垂直方向に整然と区画されている。東西に通る通りには、市北部を通る1stストリートから順に24thストリートまで数字がついており、南へ行くほど数字が大きくなる。南北に通る通りには初期の開拓者の名やネイティブ・アメリカンの部族の名、木の名がついている。目抜き通りのワシントン・アベニューを除いて、市中心部を通る通りはすべて「ストリート」と呼ばれている。一方、周縁部や市南部では、コルファックス・アベニュー、6thアベニュー、32ndアベニュー、44thアベニュー等、デンバーやレイクウッドと同じ街路ナンバリングが用いられている。
ゴールデンを含むデンバー都市圏の気候は1年を通じて乾燥し、日中は暑いが夜は涼しくなる夏と、日中は穏やかなものの夜は冷え込みの厳しい冬に特徴付けられ、気温の年較差と日較差のともに大きい、四季のはっきりした、しかし天気の変わりやすい、高山性の気候となっている。ケッペンの気候区分では、デンバー都市圏はステップ気候（BS）に属する。気候についての詳細は、デンバー#気候を参照のこと。

## 政治

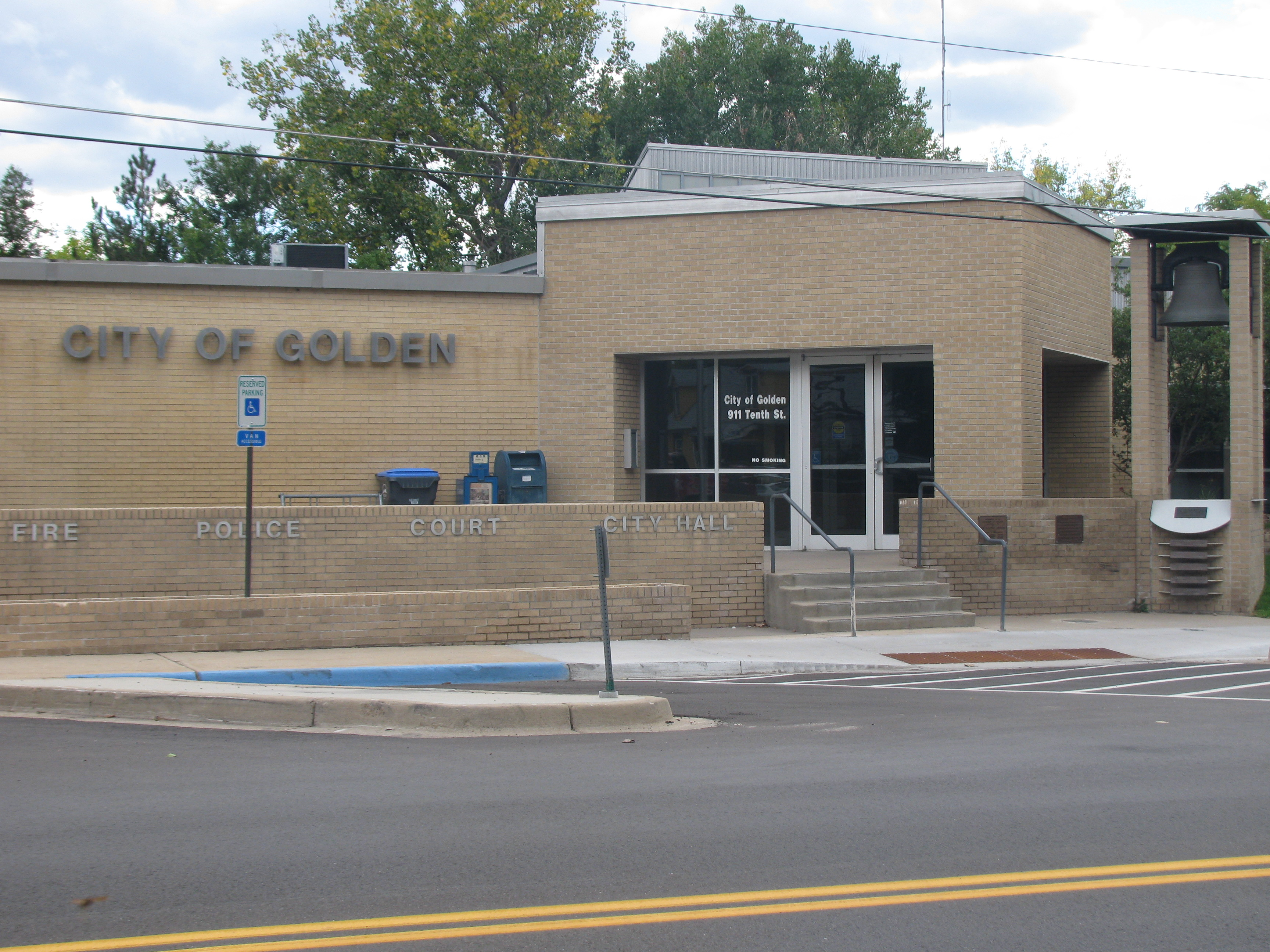
ゴールデン市庁舎

ゴールデンはシティー・マネージャー制を採っている。シティー・マネージャーは市の行政実務の最高責任者で、市の法令・条例の施行、市職員の人事、市政府各局の創設・統合・廃止、予算作成、決算報告、市議会へのアドバイザーとしての参加等に責任を負う。また、シティー・マネージャーは、市議会の承認に基づいて、市書記官および市出納役を任命する。シティー・マネージャーは、市議会の過半数の賛成により任命され、任期は無期限である。シティー・マネージャーの解任には、市議会の過半数の賛成を要する。
市の立法機関である市議会は市長および6人の議員から成っている。選挙区の区割りは、まず市を第1地区と第2地区に分け、さらに第1地区を第1選挙区と第2選挙区に、第2地区を第3選挙区と第4選挙区にそれぞれ分ける。そして4つの選挙区から1人ずつ計4人、2つの地区から1人ずつ計2人が選出される。市長は全市から選出される。市長は市議会に出席し、市議員と同等の権利を有する他、儀礼的および法的な場では市の代表としての役割を果たす。市長代行は6人の議員の中から、市議会の過半数の支持に基づく市長の任命によって選出され、市長が何らかの理由で不在の場合にその業務を代行する。市長・市議員とも、その任期は4年で、2年ごとに市長および地区選出の市議員2名と、選挙区選出の市議員4名とを交互に改選する。

## 交通

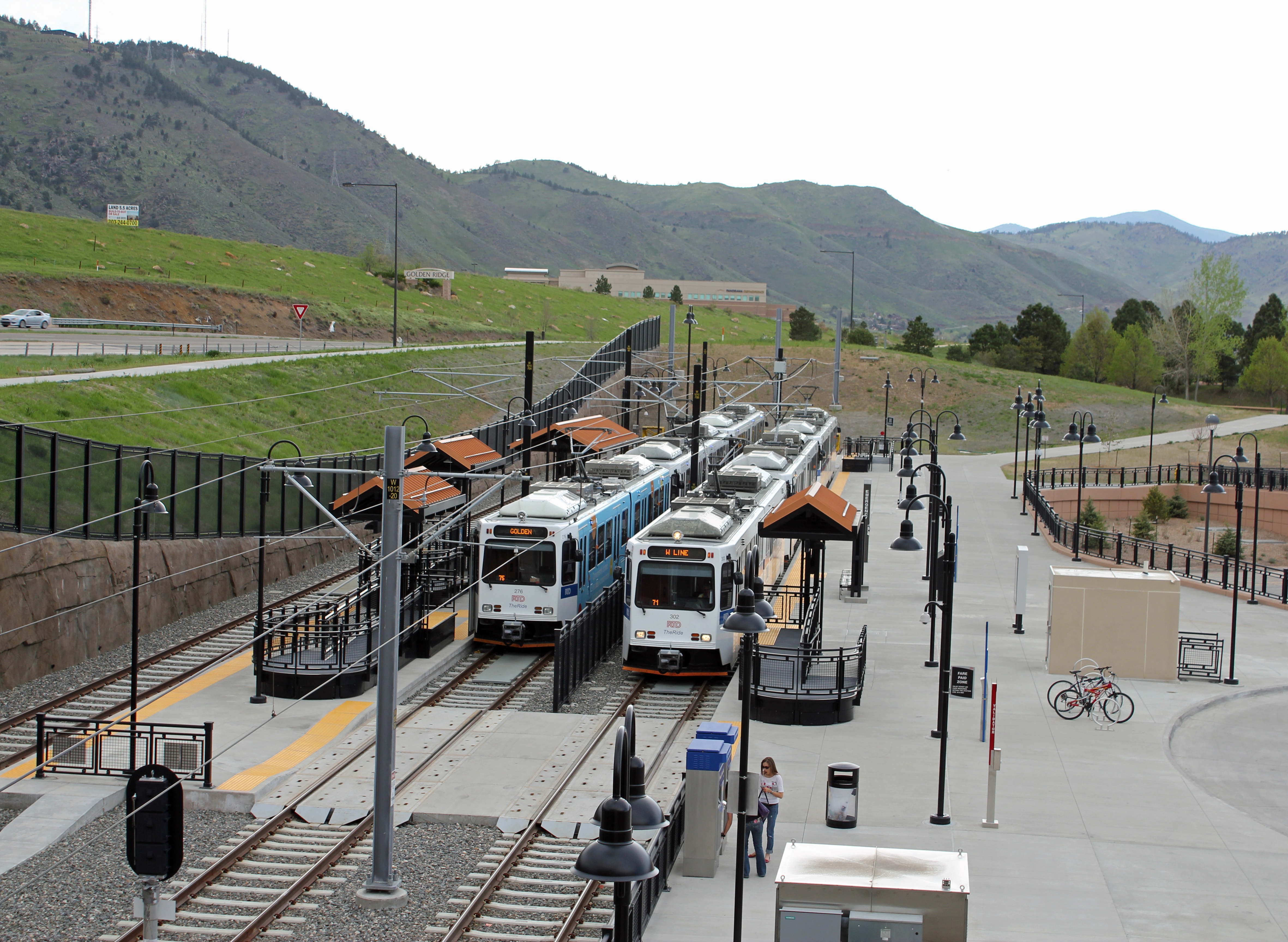
RTDゴールデン駅

デンバー地域交通局（RTD）のライトレール網のうちの1本、W線（W Line）は市南部に立地するゴールデン駅とデンバー・ユニオン駅との間、19.5kmを39分で結んでいる。ゴールデン駅の隣には、700代以上の駐車スペースを有するパークアンドライド用の駐車場が用意されているほか、同駅とゴールデン市中心部とを結んで市内を循環する、コールンライド（Call-n-Ride）というコミュニティバスが運行されている。
RTDの路線バス網のうち、ウェスト・コルファックス・アベニューを通る#16系統がゴールデン市中心部と、デンバーのダウンタウン、シビック・パークとを結んでいる。
州間高速道路70号線は、市南部をわずかにかするように通っている。I-70は東西の幹線で、東へはデンバー市郡北部を通ってカンザスシティやセントルイス方面へ、西へはゴールデンからロッキー山脈へと入り、グレンウッドスプリングスやグランドジャンクションを経由してユタ州へと至る。ゴールデン・フリーウェイ（州道58号線）はホィートリッジでI-70本線と合流/分岐し、ゴールデン市中心部のすぐ北を通る高速道路である。国道6号線はI-70本線とのジャンクション以東、レイクウッド市域を横切り、デンバーのダウンタウンの南へと至る区間が高速道路規格になっている。また、ゴールデン市内では、国道6号線は市西部、ロッキー山脈の麓の丘陵地帯を南北に通っている。州道58号線の西の起点/起点は、この国道6号線と、ゴールデンとボールダーを結ぶ州道93号線とが交わる十字路になっている。国道6号線はこの十字路以西、ロッキー山脈へと入っていく。
ゴールデンを含むデンバー都市圏の玄関口となる商業空港は、デンバーのダウンタウンの北東約30km、同市郡北東端に立地するデンバー国際空港（IATA: DEN）である。ゴールデンの中心部からは東北東へ約50km離れている。ゴールデンの中心部から北東へ約20km、ブルームフィールドの近くにも、ジェファーソン郡が運営するロッキー・マウンテン・メトロポリタン空港（IATA: BJC）が立地しているが、こちらはリリーバーと呼ばれる、発着便数の多いデンバー国際空港の混雑を緩和すると共に、ゼネラル・アビエーション空港と同様に、自家用機やチャーター機の発着によく使われる空港である。

## 教育

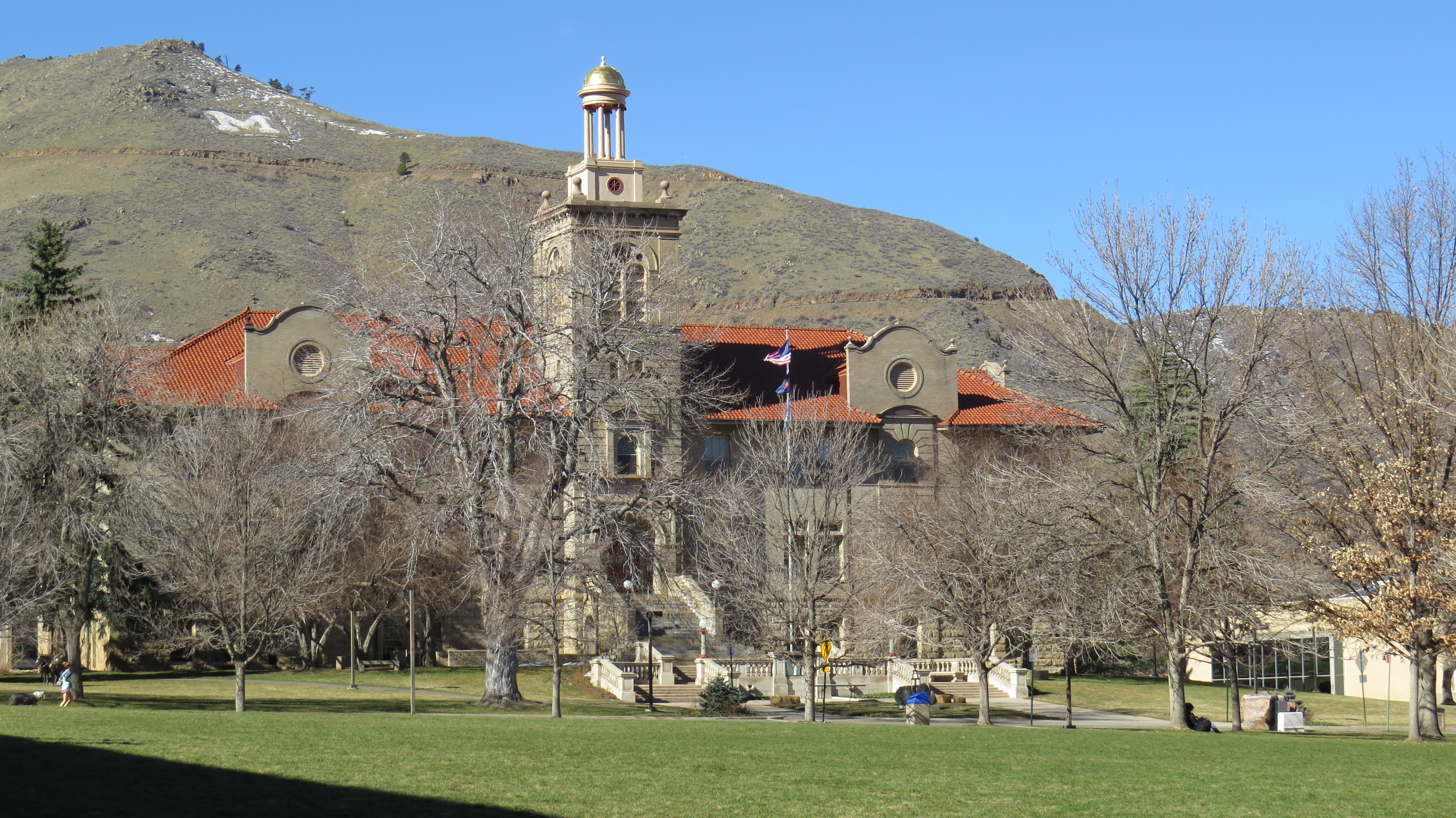
コロラド鉱山大学

コロラド鉱山大学は市中心部の南西に隣接する丘陵部の斜面に151ヘクタールのキャンパスを構えている。同学は1874年に創立した州立大学で、学部に約4,700人、大学院に約1,300人の学生を抱えている。同学は地球・エネルギー・環境を3本の柱とし、地質学、地球物理学、物理学、化学、応用数学、計算機科学、工学（鉱山工学、地質工学、石油工学、金属・材料工学、機械工学、電気工学、生物・化学工学、土木工学等）といった、理工系の専攻に特化している。また、大学院は国立再生可能エネルギー研究所、水利再生利用局、地質研究所等、デンバー都市圏内に置かれている連邦政府系研究機関と密接に提携している。コロラド鉱山大学は、USニューズ&ワールド・レポートの大学ランキングでは、全米の総合大学の中で100位以内に入る評価を受けている。また、同学のスポーツチーム、オーアディガーズは、NCAAディビジョンIIに所属している。

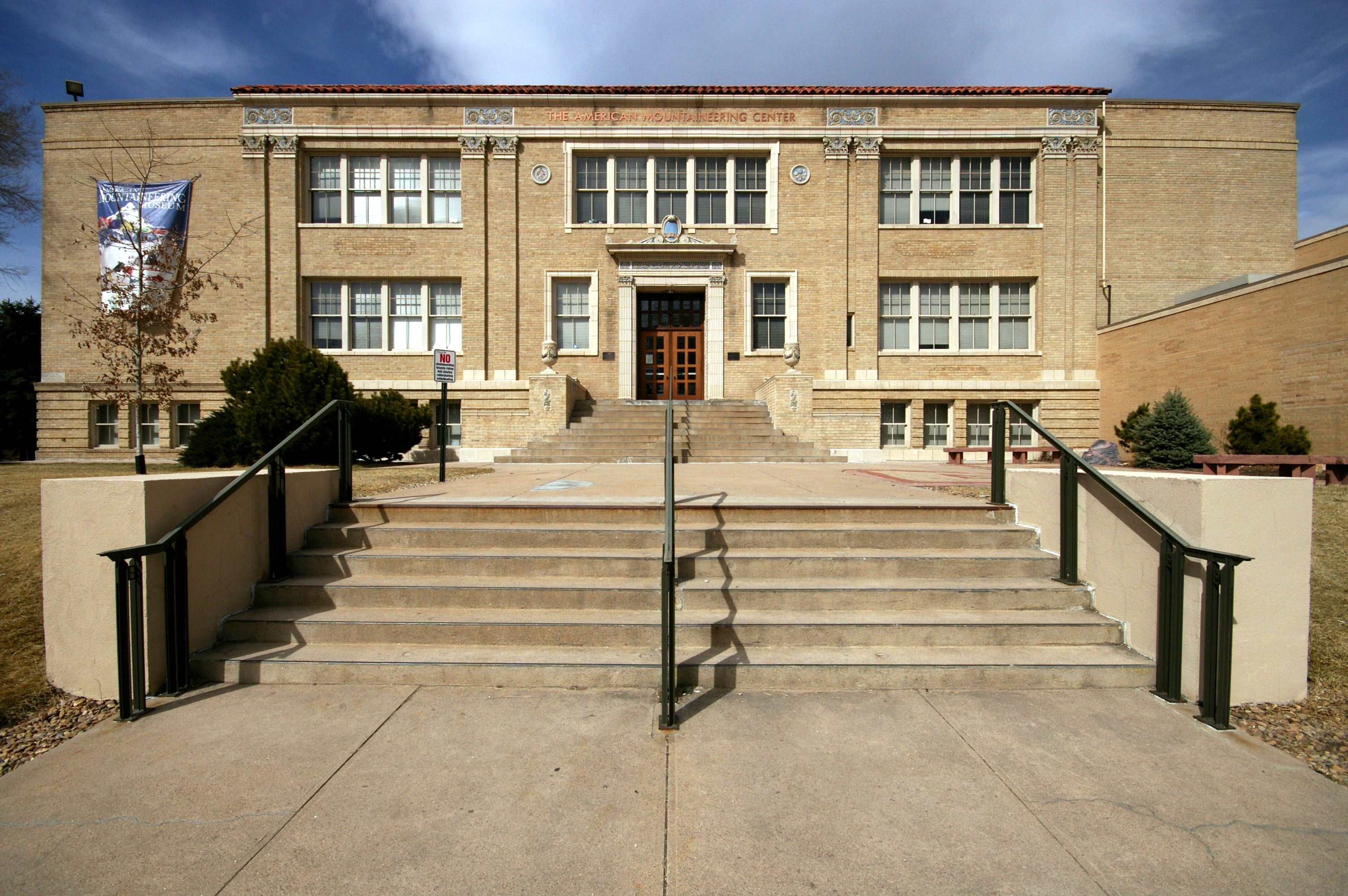
ゴールデン高校旧校舎

ゴールデンにおけるK-12課程は、ジェファーソン郡全体を管轄するジェファーソン郡R-1学区の公立学校によって主に支えられている。同学区は小学校87校、中学校17校、小中一貫校5校、高校17校、チャーター・スクールその他の学校31校を有し、約86,000人の児童・生徒を抱えている。そのうち、ゴールデンには小学校5校、中学校1校、および高校1校（ゴールデン高校）が置かれている。ゴールデン高校はコロラド州最古の高校であり、市中心部にあるそのボザール様式の旧校舎（現在はアメリカ登山センター庁舎として使われている）は、1997年に国家歴史登録財に登録されている。

## 芸術・文化と名所

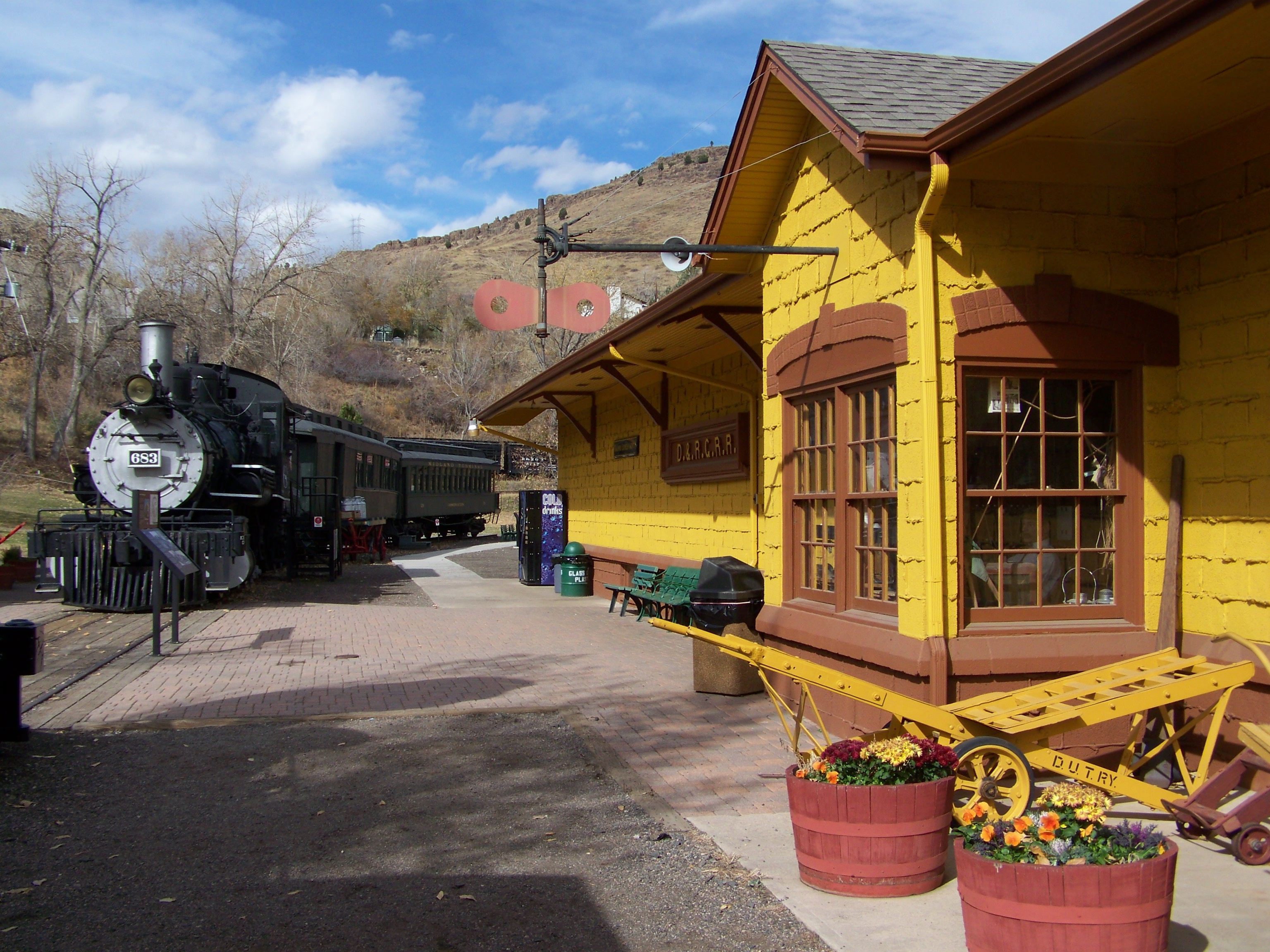
コロラド鉄道博物館

ゴールデンには1館1館の規模は小さいものの、博物館が多数立地している。クリア・クリーク北岸、市庁舎の南西隣にはゴールデン歴史センターが立地している。その対岸には、ゴールデンから北西へ約25km、ロッキー山中のゴールデン・ゲート・キャニオンにあったピアース農場を移築し、その家屋、納屋、および敷地を博物館としているクリア・クリーク歴史公園が立地する。市中心部、12thストリートとアラパホ・ストリートの北東角に建つアスター・ハウスは、1867年に建てられた市史上最初の石造建築物で、ホテル、後に下宿屋として1971年まで使われた建物を、博物館に転用したものである。アスター・ハウスは、1973年に国家歴史登録財に登録された。コロラド鉱山大学は、キャンパス内に地質学博物館を有し、宝石や鉱物、化石、隕石、アポロ15号および17号が持ち帰った月の石等を展示している。アメリカ登山センター内には、登山家ブラッドフォード・ウォッシュバーンの名を冠し、登山史や山岳の科学、山岳を題材とした芸術作品等を展示する、ブラッドフォード・ウォッシュバーン
アメリカ登山博物館がある。コロラド鉱山大学キャンパスの東、市中心部南の坂上には、国家歴史登録財にも登録されているファースト長老派教会を改装し、芸術作品の展示や、芸術教育を行う、フットヒルズ芸術センターが立地する。市中心部から44thアベニューを東へ約3km、ノース・テーブル・マウンテン南東麓には、山岳狭軌鉄道を中心に100以上の蒸気機関車やその他鉄道車両を保存し、訪問客用に敷地内で運行もするコロラド鉄道博物館が立地する。市南部、州道470号線がコルファックス・アベニューと交わるインターチェンジの近くには、19世紀初頭から現代に至るまでのキルト作品を保存・展示する、ロッキーマウンテン・キルト美術館が立地する。

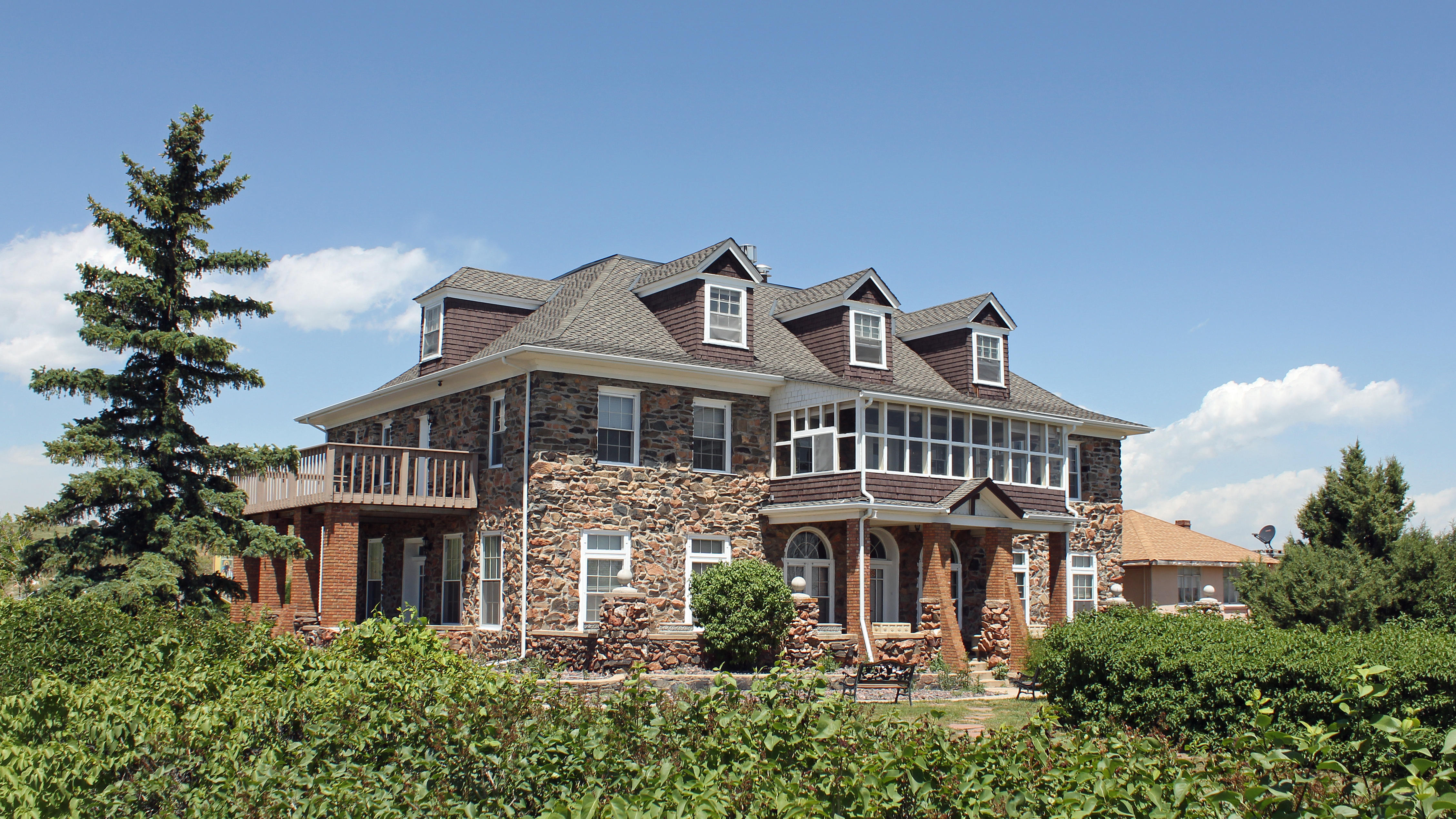
マザー・キャブリニ寺院のストーン・ハウス

市中心部から南へ直線距離で約5.5km、ルックアウト山の東斜面にはマザー・キャブリニ寺院が立地する。この寺院はもともと、コロラドの山を愛したマザー・キャブリニ、ことフランシス・ザビエル・キャブリニが1902年にこの地を訪れた際に見つけた2軒の納屋とこの敷地を、デンバーのクイーン・オブ・ヘブン孤児院のサマーキャンプとするために1910年に交渉の上購入し、1967年に同院が閉鎖するまでサマーキャンプとして使われていたものである。ストーン・ハウスは、1912年にマザー・キャブリニが最後にコロラドを訪れた際、女子寮とする構想で建てられ、その翌々年の1914年に完成したものである。孤児院の閉鎖後は、1970年に現在建っている院舎が完成するまで、女子修道院の院舎として使われた。敷地内の湧水は、1912年9月、修道女たちの訴えを受けたマザー・キャブリニが発見し、掘らせたもので、現在でも止むことなく湧き出している。その後1929年に、この泉の上にルルドの岩窟のレプリカが造られ、1959年に造り直された。1954年には、高さ6.7mのイエス・キリスト聖心像が立てられ、像に至る373段の階段が造られた。この階段のわきには十字架が立て並べられ、苦難の道および磔刑を再現している。また、礼拝堂のステンドグラスには、マザー・キャブリニの生涯が描かれている。マザー・キャブリニ寺院は、2000年にクイーン・オブ・ヘブン孤児院サマーキャンプとして国家歴史登録財に登録されている。
ゴールデンのオーケストラであるジェファーソン交響楽団は、1953年にコロラド鉱山大学の教職員および学生によって結成されたもので、現在でも同学のグリーン・センター内のバンカー講堂等で公演している。市中心部、13thストリートとワシントン・アベニューの北西角には、130席を有する劇場、マイナーズ・アレイ・プレイハウスが立地する。同じく市中心部、12thストリートとワシントン・アベニューの北東角には、ゴールドラッシュの時代、1859年に建てられたゴールデン最古のバーで、現在でも営業を続け、ロックやブルースのライブ演奏会場として使われる、バッファロー・ローズ・バー・アンド・グリルが立地する。また、市中心部から南へ約12km、モリソン町の近くには、天然の地形を利用した、9,500席以上を有する野外劇場で知られ、国家歴史登録財および国定歴史建造物にも指定されている、レッド・ロックス・パークが立地する。

## 人口推移
以下にゴールデン市における1860年から2020年までの人口推移をグラフおよび表で示す。デンバー・オーロラ・レイクウッド都市圏、およびデンバー・オーロラ広域都市圏全体の人口については、デンバー#都市圏人口を参照のこと。
| 統計年 | 人口     |
| ------ | -------- |
| 1860年 | 1,014人  |
| 1870年 | 587人    |
| 1880年 | 2,730人  |
| 1890年 | 2,383人  |
| 1900年 | 2,152人  |
| 1910年 | 2,477人  |
| 1920年 | 2,135人  |
| 1930年 | 2,426人  |
| 1940年 | 3,175人  |
| 1950年 | 5,238人  |
| 1960年 | 7,118人  |
| 1970年 | 9,817人  |
| 1980年 | 12,237人 |
| 1990年 | 13,116人 |
| 2000年 | 17,159人 |
| 2010年 | 18,867人 |
| 2020年 | 20,399人 |

## 註
1. 1 2  Charter for the City of Golden, Colorado. p.22. City of Golden, Colorado. 1967年11月7日. 2017年11月5日閲覧.
2. ↑  “Quickfacts.census.gov”. 2024年10月22日閲覧。
3. 1 2  Baskin, O.L. History of Clear Creek and Boulder Valleys, Colorado. p.195. Chicago, IL: O. L. Baskin & Co., Historical Publishers. 1880年.
4. 1 2  Abbott, Carl. Colorado: A History of the Centennial State. p.52. Boulder, CO: University Press of Colorado. 2013年.
5. ↑  Smiley, Jerome. History of Denver: With Outlines of the  Earlier History of the  Rocky Mountain Country. p.493. Denver, CO: The Times-Sun Publishing Company. 1901年.
6. ↑  Galbraith, Den. Golden Daily Transcript. Golden History Center. 1973年10月1日.
7. ↑  Daily Colorado Tribune. 1868年5月17日.
8. ↑  "Pertinent Question". The Colorado Transcript. 1868年12月23日.
9. ↑  Golden Industry. Gardner History and Preservation. 2017年10月31日閲覧.
10. 1 2  West Rail Line. RTD. 2017年11月3日閲覧.
11. ↑  "Chapter II: Municipal Powers". Charter for the City of Golden, Colorado, p.1.
12. ↑  "Chapter VII: City Administration". Charter for the City of Golden, Colorado, pp.8-10.
13. ↑  "Chapter III: Council". Charter for the City of Golden, Colorado, pp.1-3.
14. ↑  "Chapter IV: Election". Charter for the City of Golden, Colorado, p.3.
15. ↑  Park-n-Ride List.  Regional Transportation District. 2017年11月7日閲覧.
16. ↑  Community Call-n-Ride Bus. City of Golden, Colorado. 2017年11月7日閲覧.
17. ↑  Route 16/16L West Colfax. Regional Transportation District. 2017年11月7日閲覧.
18. ↑  Denver Int'l. (Form 5010) Airport Master Record. Federal Aviation Administration. 2017年11月9日. 2017年11月7日閲覧.
19. ↑  Rocky Mountain Metropolitan. (Form 5010) Airport Master Record. Federal Aviation Administration. 2017年11月9日. 2017年11月7日閲覧.
20. 1 2 3  Mines by the Numbers. Colorado School of Mines. 2017年11月9日閲覧.
21. ↑  History of Mines. Colorado School of Mines. 2017年11月9日閲覧
22. ↑  Degrees. Colorado School of Mines. 2017年11月9日閲覧
23. ↑  Best Colleges 2018: National Universities Rankings. U.S. News & World Report. 2017年. 2017年11月9日閲覧.
2018年版（2017年発行）では75位であった。
24. ↑  District Profile. JeffCo Public Schools. 2017年11月9日閲覧.
25. 1 2 3 4 5  COLORADO - Jefferson County. National Register of Historic Places. 2017年11月9日閲覧.
26. ↑  Golden History Center. Golden History Museum & Park. 2017年11月15日閲覧.
27. ↑  Clear Creek History Park. Golden History Museum & Park. 2017年11月15日閲覧.
28. ↑  Astor House. Golden History Museum & Park. 2017年11月15日閲覧.
29. ↑  Geology Museum. Colorado School of Mines. 2017年11月15日閲覧.
30. ↑  About. Bradford Washburn American Mountaineering Museum. 2017年11月15日閲覧.
31. ↑  Foothills Art Center. Golden Visitors Center. 2017年11月15日閲覧.
32. ↑  Home. Colorado Railroad Museum. 2017年11月15日閲覧.
33. ↑  About the Rocky Mountain Quilt Museum. Rocky Mountain Quilt Museum. 2017年11月15日閲覧.
34. ↑  History of Mother Cabrini Shrine. Mother Cabrini Shrine. 2017年11月15日閲覧.
35. ↑  History. The Jefferson Symphony Orchestra. 2017年11月15日閲覧.
36. ↑  About. Miners Alley Playhouse. 2017年11月15日閲覧.
37. ↑  Gardner, Richard. "Golden's Oldest Business". Turns 150". Denver Post. 2009年12月28日.
38. ↑  History & Geology. Red Rocks Amphitheatre. 2017年11月15日閲覧.
39. ↑  Listing of National Historic Landmarks by State: Colorado. p.1. National Park Service. 2017年11月15日閲覧.
40. ↑  Gibson, Campbell. Population of the 100 Largest Cities and Other Urban Places in the United States: 1790 to 1990. US Census Bureau. 2005年.